# Jan Kubista (Leichtathlet, 1990)
Jan Kubista (* 23. September 1990 in Prag) ist ein ehemaliger tschechischer Mittelstreckenläufer, der sich auf die 800-Meter-Distanz spezialisiert hat.

## Sportliche Laufbahn
Erste internationale Erfahrungen sammelte Jan Kubista im Jahr 2011, als er bei den U23-Europameisterschaften in Ostrava im 800-Meter-Lauf im Vorlauf nicht das Ziel erreichte. Im Jahr darauf erreichte er bei den Europameisterschaften in Helsinki das Halbfinale und schied dort mit 1:48,94 min aus. 2013 schied er bei den Halleneuropameisterschaften in Göteborg mit 1:52,21 min im Vorlauf aus und auch bei den Weltmeisterschaften in Moskau im August kam er mit 1:47,66 min nicht über die erste Runde hinaus. 2017 schied er bei den Halleneuropameisterschaften in Belgrad mit 1:49,81 min im Halbfinale aus und gewann mit der tschechischen 4-mal-400-Meter-Staffel in 3:08,60 min die Bronzemedaille hinter den Teams aus Polen und Belgien. 2018 bestritt er Ende August in Uherské Hradiště seine letzten Wettkämpfe und beendete daraufhin seine aktive Karriere als Leichtathlet im Alter von 27 Jahren.
2010 wurde Kubista tschechischer Meister im 800-Meter-Lauf sowie 2017 Hallenmeister im 1500-Meter-Lauf. Auch sein Vater Jan war für die Tschechoslowakei als Mittelstreckenläufer aktiv und sein Bruder Vojtěch Kubista ist als Fußballspieler aktiv.

## Persönliche Bestzeiten
- 800 Meter: 1:46,16 min, 27. Juni 2013 in Ostrava
  - 800 Meter (Halle): 1:47,43 min, 11. Februar 2018 in Wien
- 1500 Meter: 3:50,25 min, 11. Juni 2017 in Třinec
  - 1500 Meter (Halle): 3:49,47 min, 18. Februar 2018 in Prag